# Onthophagus flavicornis
Onthophagus flavicornis là một loài bọ cánh cứng trong họ Bọ hung (Scarabaeidae).